# John Sadri
John Sadri (ur. 19 września 1956 w Charlotte) – amerykański tenisista.

## Kariera tenisowa
Jako zawodowy tenisista występował w latach 1976–1987.
Jego bilans wygranych i przegranych spotkań wynosi 213 zwycięstw–189 porażek.
W singlu wygrał 2 turnieje. Był także w finale Australian Open 1979. W Australian Open uczestniczył także w finałach gry podwójnej, w latach 1981 i 1982.
W rankingu gry pojedynczej Sadri najwyżej był na 14. miejscu (29 września 1980), a w klasyfikacji gry podwójnej na 12. pozycji (13 grudnia 1982).

### Finały w turniejach wielkoszlemowych

#### Gra pojedyncza (0–1)
| Końcowy wynik | Nr | Data | Turniej                    | Nawierzchnia | Przeciwnik      | Wynik finału  |
| ------------- | -- | ---- | -------------------------- | ------------ | --------------- | ------------- |
| Finalista     | 1. | 1979 | Australian Open, Melbourne | Trawiasta    | Guillermo Vilas | 6:7, 3:6, 2:6 |

#### Gra podwójna (0–2)
| Końcowy wynik | Nr | Data | Turniej                    | Nawierzchnia | Partner      | Przeciwnicy                    | Wynik finału  |
| ------------- | -- | ---- | -------------------------- | ------------ | ------------ | ------------------------------ | ------------- |
| Finalista     | 1. | 1981 | Australian Open, Melbourne | Trawiasta    | Hank Pfister | Mark Edmondson Kim Warwick     | 3:6, 7:6, 3:6 |
| Finalista     | 2. | 1982 | Australian Open, Melbourne | Trawiasta    | Andy Andrews | John Alexander John Fitzgerald | 4:6, 6:7      |